# Ева Бирнерова
Ева Бирнерова (чеш. Eva Birnerová, * 14. август 1984. Духцов) је професионална чешка тенисерка.
Тренер јој је Тим Самер (Tim Sommer). У каријери је освојила 7 ИТФ турнира појединачно и 4 у пару. Дебитовала је као професиомални играч 17. марта 2002.
До сада није победила на ВТА турниру појединачно, а у пару са Јармилом Гардошевом победила је на ВТА турниру у Стокхолму.

### Пласман на ВТА листи на крају сезоне
| Година  | 2002 | 2003 | 2004 | 2005 | 2006 | 2007 | 2008 |
| Пласман | 215  | 110  | 139  | 116  | 80   | 160  | 699  |

## Резултати Еве Бирнеровее

### Победе појединачно
Ниједан турнир

### Порази у финалу појединачно
Ниједан турнир

### Победе у пару
|   | Датум   | име и место турнира                | Кат.    | ($)     | Терен        | Противник                  | Резултат                |               |
| 1 | 8/08/06 | Nordea Nordic Light Open, Стокхолм | Tier IV | 145.000 | Тврди (ext.) | Јармила Гајдошева Словачка | Yan Zi · Zheng Jie Кина | 0-6, 6-4, 6-2 |

### Порази у финалу у пару
|   | Датум    | име и место турнира                  | Кат.    | ($)     | Терен        | Противник                                        | Резултат                   |          |
| 1 | 8/08/05  | Nordea Nordic Light Open, Стокхолм   | Tier IV | 140.000 | Тврди (ext.) | Емил Лоа Француска · Катарина Среботник Словачка | Мара Сантантанђело Италија | 6-4, 6-3 |
| 2 | 18/09/06 | Банка Копер Словенија Open, Порторож | Tier IV | 145.000 | тврди (ext.) | Луција Храдецка · Рената Ворачова Чешка          | Емил Лоа Француска         | предаја  |

### Учешће наГренд слемтурнирима

#### Појединачно
| Година | Аустралијан Опен | Аустралијан Опен          | Ролан Гарос | Ролан Гарос             | Вимблдон | Вимблдон                        | Ју-Ес Опен | Ју-Ес Опен          |
| ------ | ---------------- | ------------------------- | ----------- | ----------------------- | -------- | ------------------------------- | ---------- | ------------------- |
| 2003   | -                | -                         | 1 коло      | Стефани Форец Француска | -        | -                               | -          | -                   |
| 2004   | 1 коло           | Јулија Вакуленко Украјина | 1 коло      | Квета Пешке Чешка       | 1 коло   | Саори Обата Јапан               | -          | -                   |
| 2005   | -                | -                         | 2 коло      | Вера Звонарјова Русија  | 1 коло   | Винус Вилијамс Сједињене Државе | 1 коло     | Нађа Петрова Русија |
| 2006   | 1 коло           | Сибила Бамер Аустрија     | 1 коло      | Ана Чакветадзе Русија   | 2 коло   | Zheng Jie Кина                  | 2 коло     | Мери Пирс Француска |
| 2007   | 3 коло           | Амели Моресмо Француска   | 1 коло      | Ај Сугијама Јапан       | 1 коло   | Агнес Савај Мађарска            | -          | -                   |

### У пару
| Година | Аустралијан Опен                 | Аустралијан Опен                                                     | Ролан Гарос                          | Ролан Гарос                                               | Вимблдон                             | Вимблдон                                            | Ју-Ес Опен                             | Ју-Ес Опен                                          |
| ------ | -------------------------------- | -------------------------------------------------------------------- | ------------------------------------ | --------------------------------------------------------- | ------------------------------------ | --------------------------------------------------- | -------------------------------------- | --------------------------------------------------- |
| 2004   | -                                | -                                                                    | -                                    | -                                                         | 1 колор · Lubomira Bacheva Бугарска  | Жисела Дулко · Патрисија Тарабини Аргентина         | 2 коло · Ивата Бенешова Чешка          | Мартина Навратилова · Лиза Рејмонд Сједињене Државе |
| 2005   | 3 коло · Андреа Ванк Румунија    | Линдси Давенпорт Сједињене Државе · Корина Морарију Сједињене Државе | 3 коло · Андреа Ванк Румунија        | Емил Лоа Француска · Никол Прат Аустралија                | 1 коло · Андреа Ванк Румунија        | Јанета Хусарова Словачка · Кончита Мартинез Шпанија | 2 коло · Андреа Ванк Румунија          | Светлана Кузњецова Русија · Алиша Милик Аустралија  |
| 2006   | 1 коло · Мара Сантанђело Италија | Ана-Лена Гренефелд Немачка · Меган Шонеси Сједињене Државе           | 1 коло · Јулија Бејгелцимер Украјина | Јелена Лиховцева · Анастасија Мискина Русија              | 1 коло · Јулија Бејгелцимер Украјина | Квета Пешке Чешка · Франческа Скјавоне Италија      | 2 коло · Анастасија Акимова Белорусија | Динара Сафина Русија · Катарина Среботник Словенија |
| 2007   | 1 коло · Сибила Бамер Аустрија   | Цветана Пиронкова Бугарска · Мартина Суха Словачка                   | 1 коло · Сања Мирза Индија           | Лиза Рејмонд Сједињене Државе · Саманта Стосур Аустралија | -                                    | -                                                   | -                                      | -                                                   |

### Учешће у Фед купу
Детаљи о учешу у Фед купу види:
(језик: енглески) fedcup.com